# Кулінарна лопатка
Кулінарна лопатка або кухонна лопатка — предмет кухонного начиння, що використовується при приготуванні і сервіруванні страв. Лопатки роблять з металу, кераміки, пластмаси, силікону, металеві лопатки можуть споряджати тефлоновим покриттям.
Дерев'яні лопатки не впливають на смак продуктів, екологічно безпечні, підходять для будь-якого посуду. Але їх слід берегти від сирості, не залишати надовго у воді й уникати їх контакту з вогнем.
Металеві лопатки міцні і довговічні, але не підходять посуду з антипригарним покриттям, бо легко його пошкоджують. Існує також небезпека опіків, можливість появи іржі (якщо вони зроблені не з неіржавної сталі).
Пластикові лопатки і легкі, дешеві, підходять для будь-якого посуду, але їх треба берегти від вогні і при купівлі уважно стежити за якістю матеріалу, бо деякі види пластику можуть бути небезпечними для здоров'я.
Силіконові лопатки мають низку переваг: стійкі до високих температур, підходять для посуду з антипригарним покриттям, не іржавіють, не впливають на смак продуктів, їх легко чистити.

## Див. також

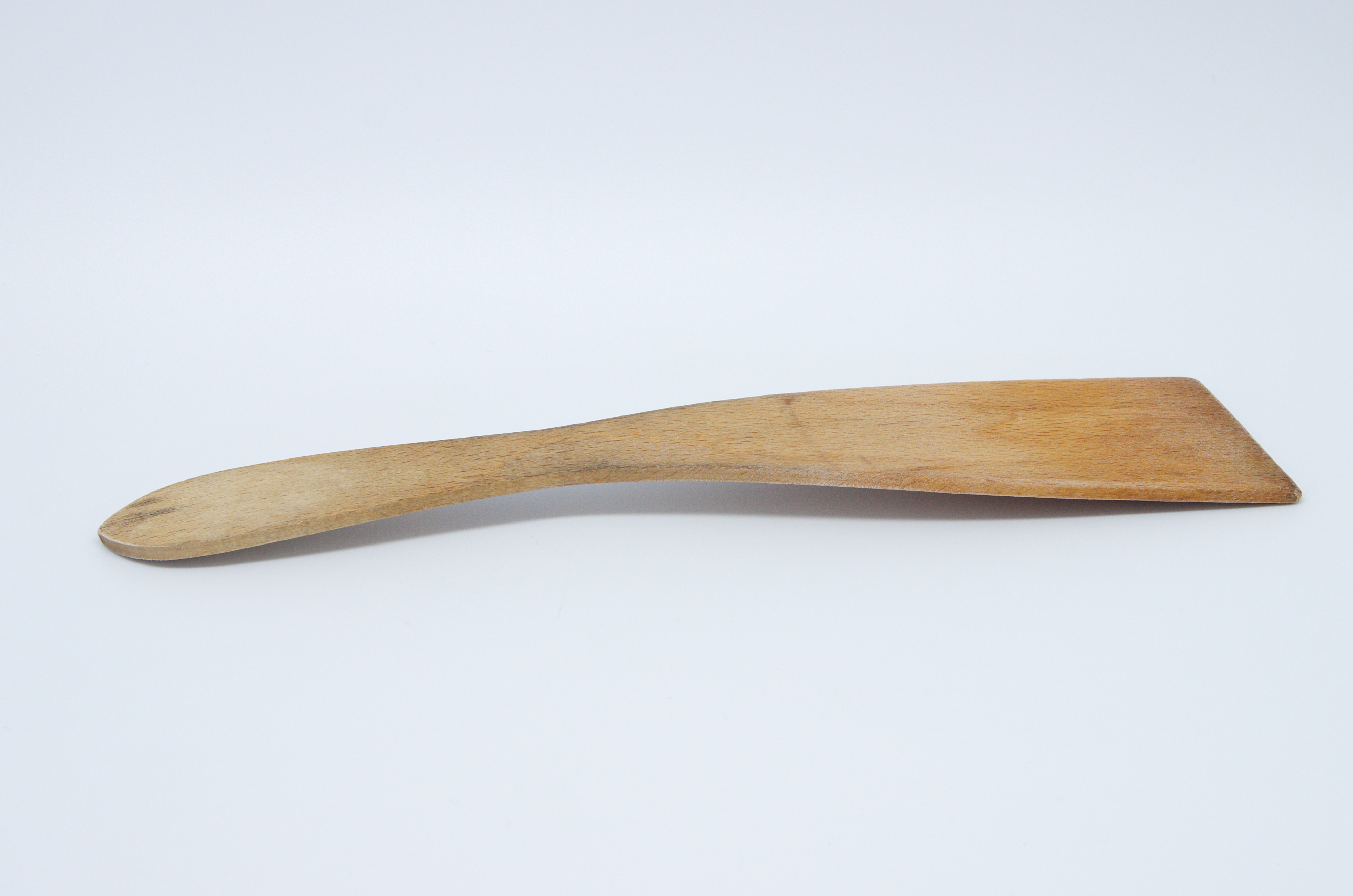
Дерев'яна лопатка
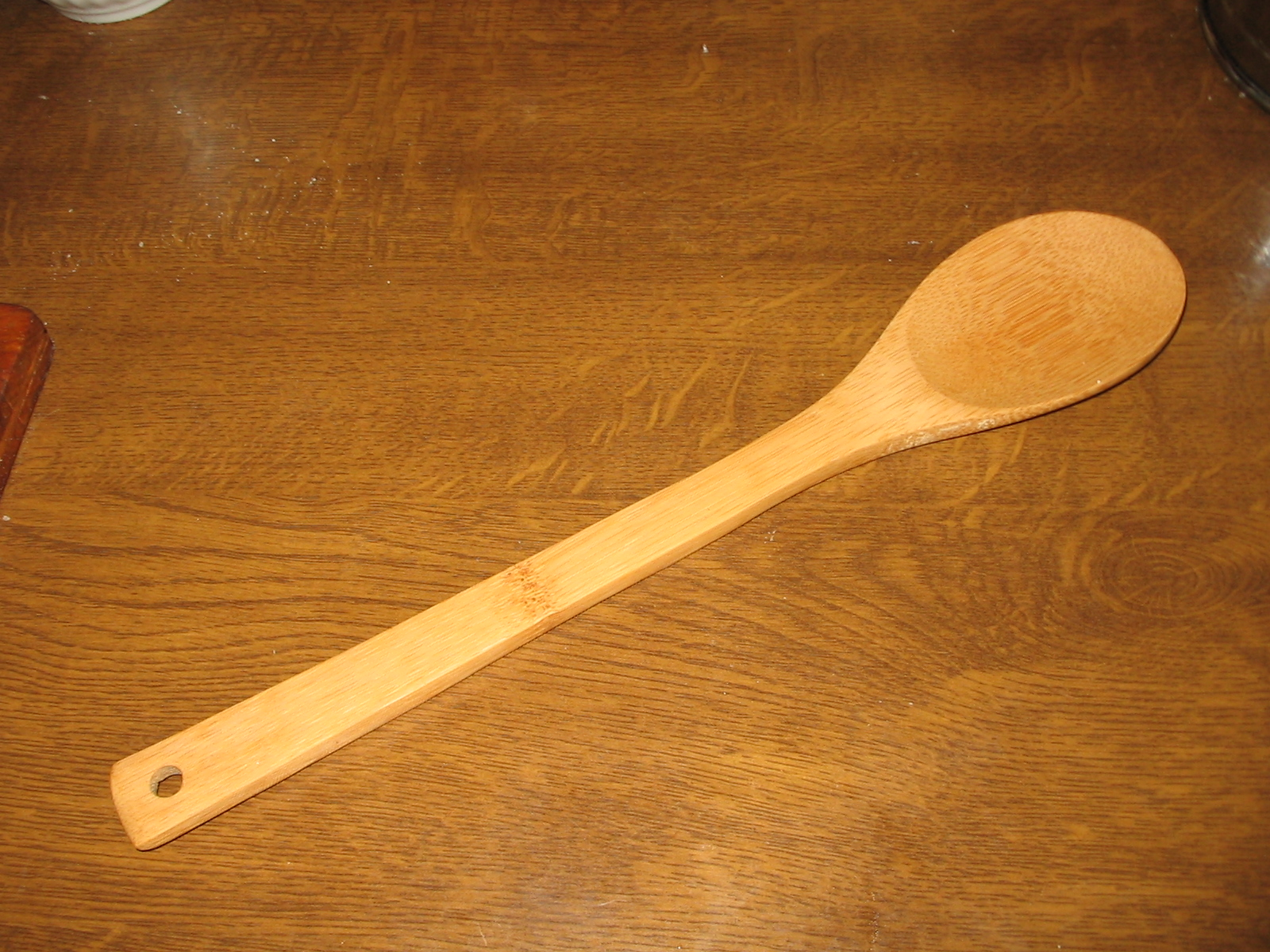
Копистка
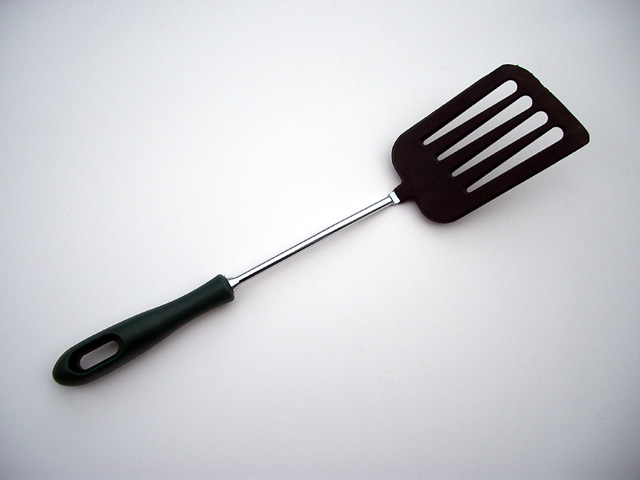
Лопатка з прорізами для смаження
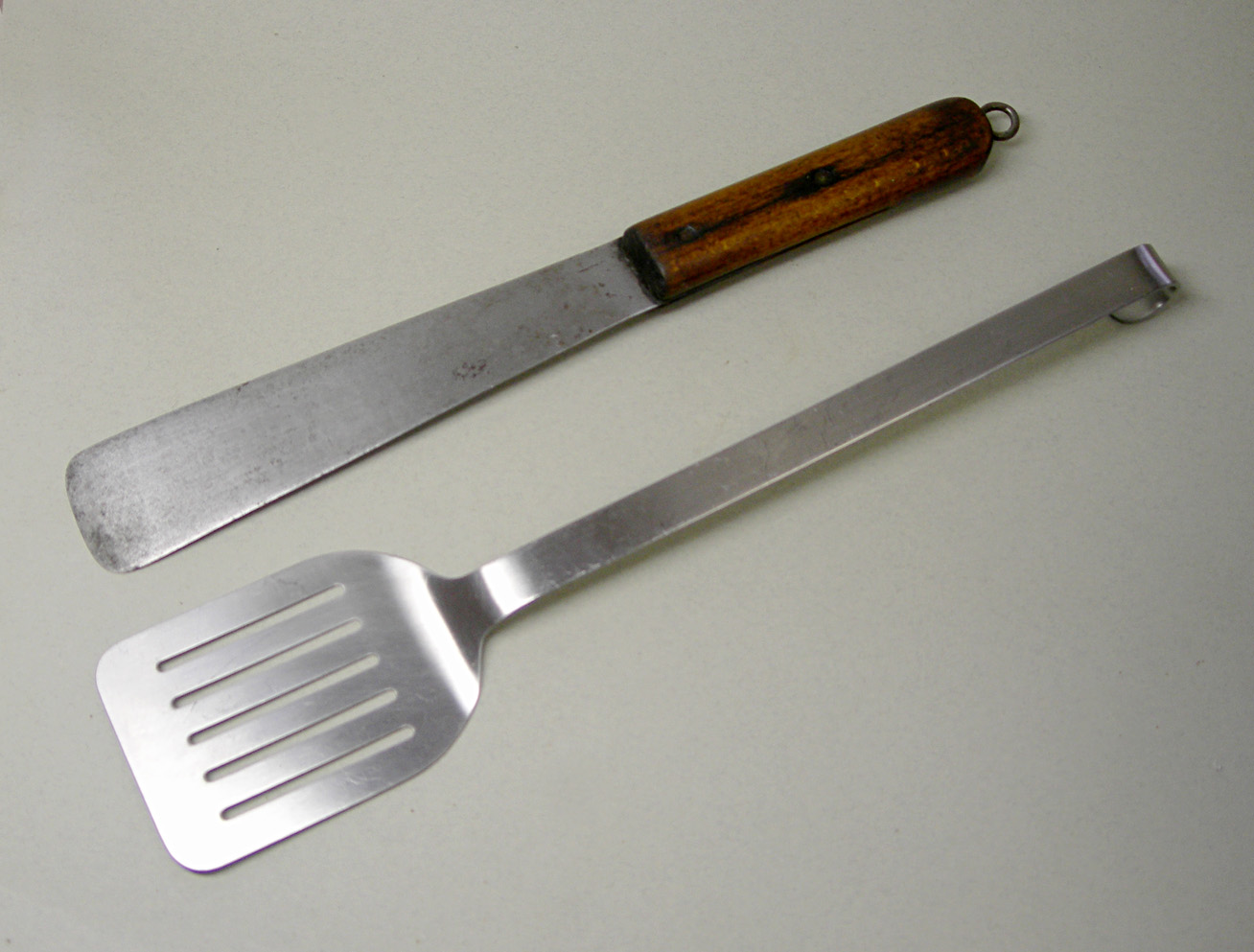
Лопатка з прорізами і трапецієподібна лопатка
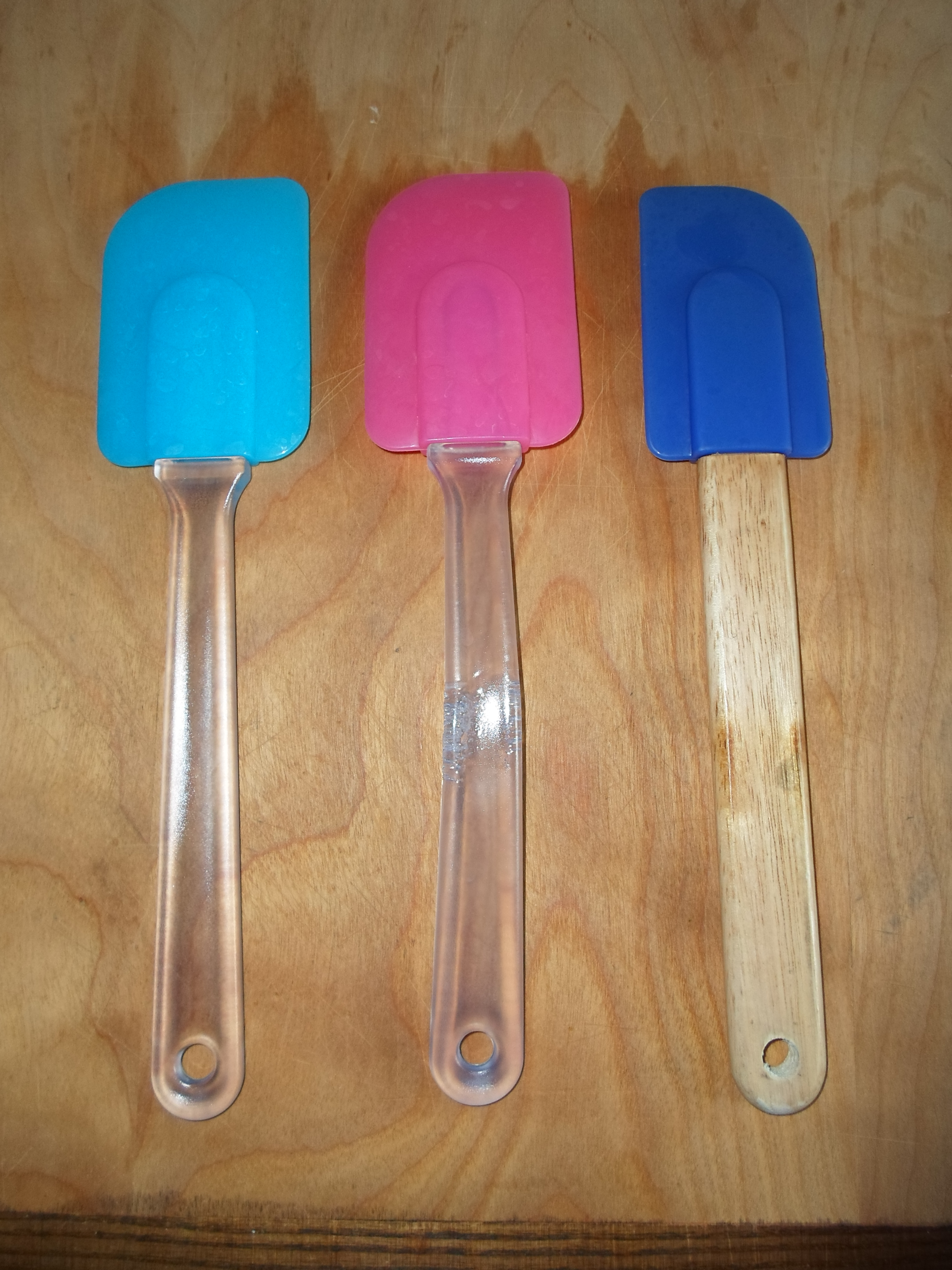
Силіконові лопатки
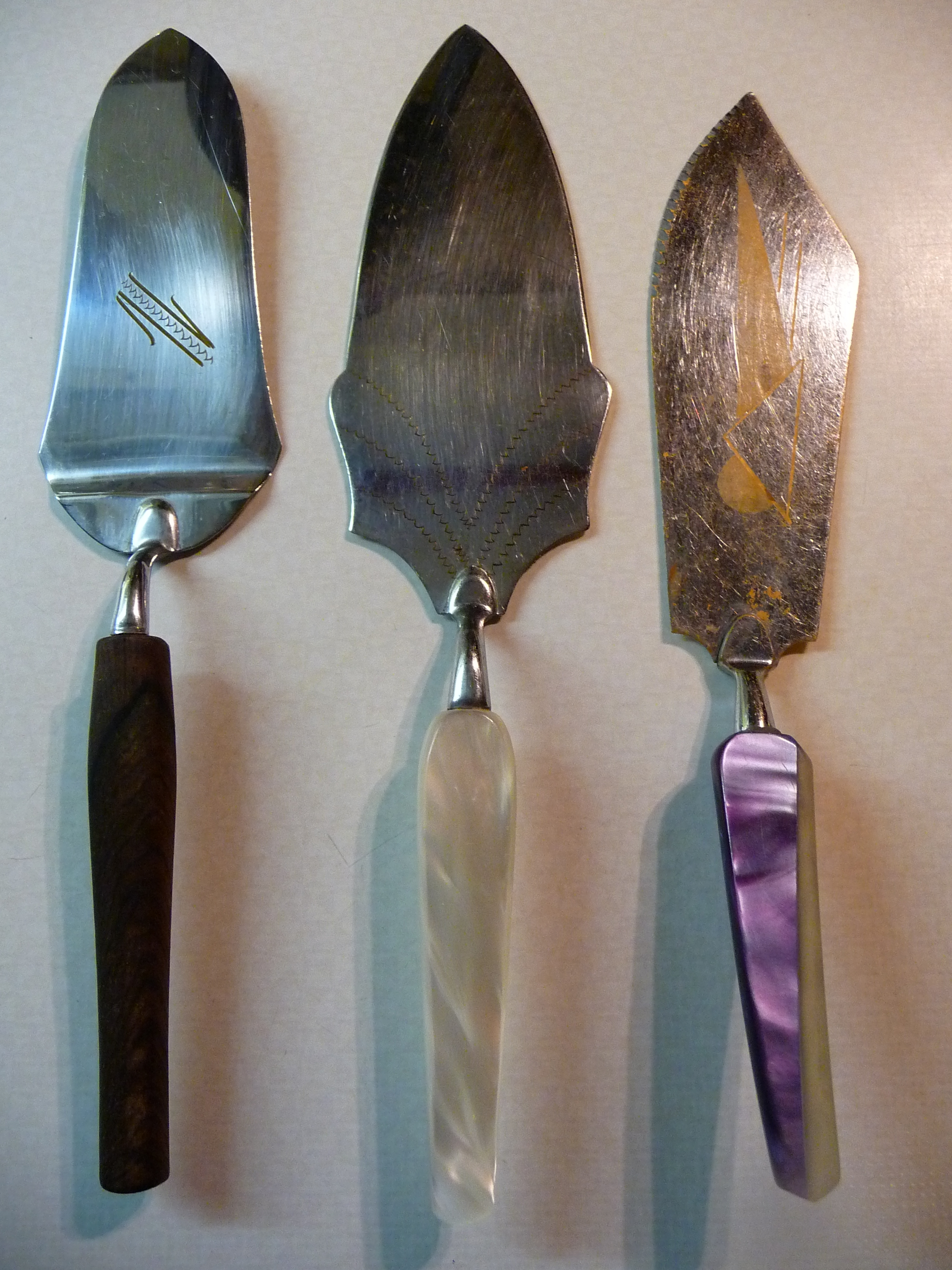
Лопатки для торта
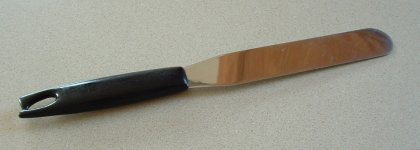
Лопатка для глазуру і крему